# Ácido gástrico
Ácido gástrico é o ácido hidroclorídrico presente no suco gástrico. É produzido pelas células parietais, estimuladas pela presença do hormônio gastrina.
A produção de ácido no estômago dá-se em 3 fases:
1. Cefálica - como resposta aos estímulos sensoriais que ativam o apetite: visão, cheiro e paladar que antecipam a chegada do alimento. Esta fase é mediada pelo vago;
2. Gástrica - ocorre com a chegada do alimento na cavidade gástrica, estimulando assim os receptores presentes nas paredes estomacais. Isso ativa a produção de gastrina;
3. Intestinal - que decorre da passagem do alimento à entrada do intestino delgado. A presença de quimo junto à mucosa faz liberar secretina - hormônio que tem a propriedade de inibir a produção de gastrina, assim como diminuir os movimentos gástricos.